# Tivoli (Dilsen-Stokkem)

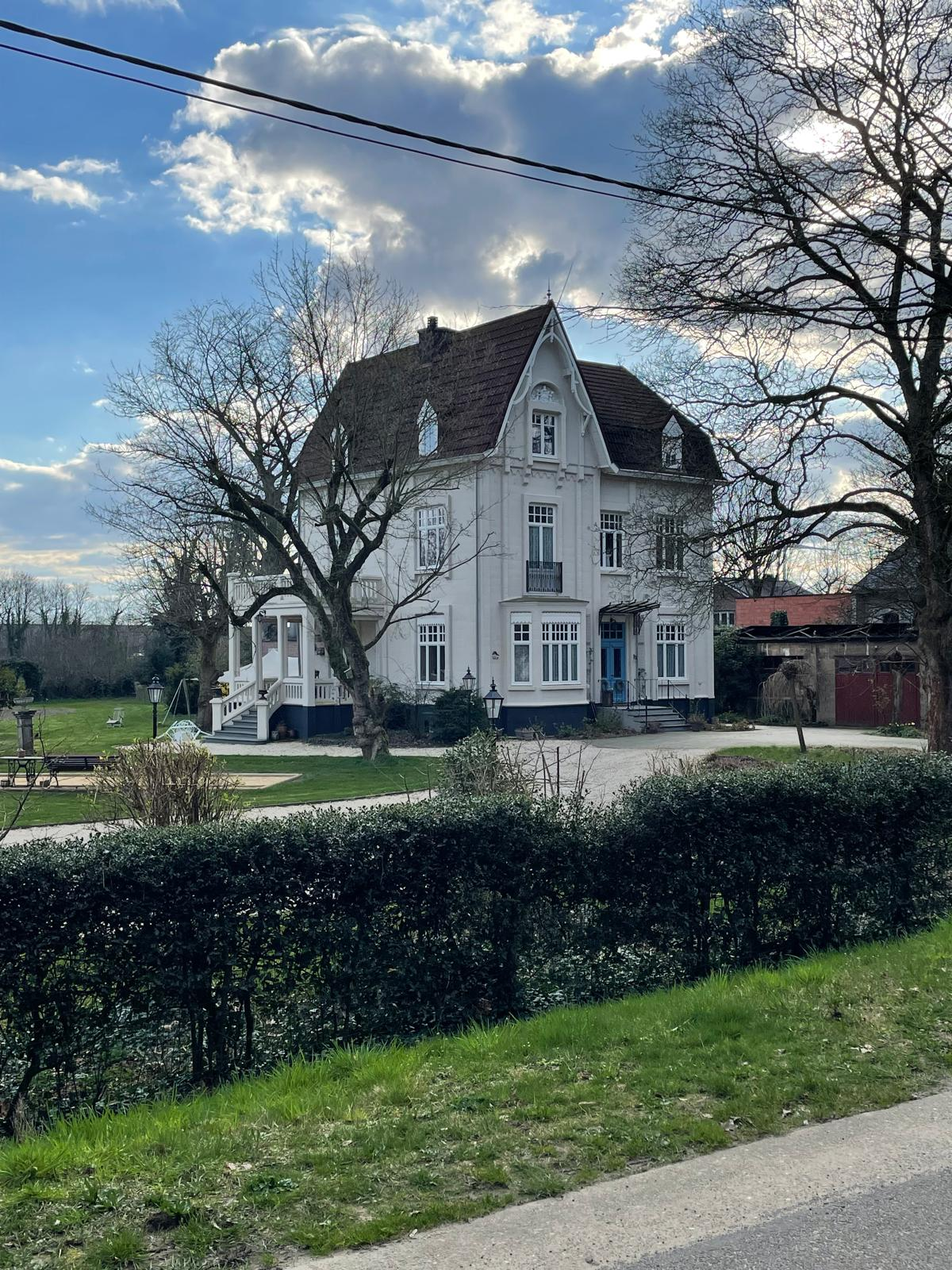
Villa Les Bruyéres

De historische Tivoli-site is een natuurgebied en erfgoedlocatie in Lanklaar, een deelgemeente van Dilsen-Stokkem. Het kleine gebied wordt ingesloten door een oude kanaalarm en de Zuid-Willemsvaart. Tot de site behoren het oude brugwachtershuisje met in zijn kielzog de 'nieuwe brug', Hotel Beau Séjour en de villa's gebouwd in de eerste helft van de twintigste eeuw. Het oud kanaal, die ontstond na het rechttrekken van de Zuid-Willemsvaart, is erkend als natuurgebied.  

## Geschiedenis

### Het zomerhuis
In 1846 werd tijdens een publieke verkoop een groot stuk grond van de Belgische staat verkocht aan Adriaen Emmanuel de la Brassinne. In 1855 gaf hij de opdracht om op dit terrein, gelegen in het Stockheimder Bosch en grenzend aan de Zuid-Willemsvaart, een zomerhuisje (10 m²) te bouwen. Volgens de beschrijving in het kadaster was het gebouw vierhoekig met een keldertje, met achterin een vijver. Dit huisje, terug te vinden op de topografische kaart van 1872 en 1890, was bereikbaar via een smalle weg vanaf de kanaaldijk. Het zomerhuisje was voor de familie een plaats voor ontspanning en het ontvangen van gasten. In 1875 verkocht hij een deel van de grond terug aan de staat voor 10.276 Belgische frank ter uitbreiding van het havengebied. Deze uitbreiding bestond uit het vergroten van de los- en laadplaats van het kanaal. Omwille van de groeiende handel voldeden de aanwezige bassins niet meer. Datzelfde jaar overleed Adriaen Emmanuel de la Brassinne.
In 1900 verkochten zijn kleinkinderen een gedeelte van het gebied aan Jean Joseph Nelis-Sweenen, brouwer in Stokkem. Het bos werd gerooid en omgevormd tot bouwland en weide, waarna in 1931 het zomerhuisje werd afgebroken. Het gebied was bereikbaar vanaf de kanaaldijk via een straat, waar vanaf 1900 villa’s werden gebouwd in epoquestijl. De straat naar de boerderij had doorheen de tijd tal van namen zoals Eiland Tivoli, de Steenweg naar Asch en Bosstraat. In 1971 na fusie van de gemeenten kreeg de straat de naam Tivoli.

### Brugwachtershuisje en draaibrug
In de eerste helft van de 19de eeuw bereikte de handel aan de Maaskant een dieptepunt. De wegen waren slecht en de Maas, eeuwenlang een belangrijke handelsweg, was onbevaarbaar geworden. De aanleg van een verbinding tussen Hasselt en de Maaskant was noodzakelijk. Er werd een onderzoekscommissie opgericht en het Ministerie van Openbare Werken voerde de nodige studies uit. Op 15 juni 1840 werd er een akkoord gevormd over de aanleg van een verbindingsweg. De uitgestippelde route voorzag een draaibrug over de Zuid-Willemsvaart in Lanklaar, met een bijhorend brugwachtershuisje. De bouwwerken startten in het najaar van 1841 en duurde zes maanden.  
Het brugwachtershuisje diende als woning voor de brugwachter en zijn gezin. Vanaf 1839 kregen de brugwachters in België meer vrijheden en het hebben van een bijbaan werd mogelijk. Herman Houben, brugwachter van 1887 tot 1917, opende met zijn vrouw Pauline het café 'du Pont' in het brugwachtershuisje en later hotel 'Beau Séjour'. In totaal heeft het brugwachtershuisje vijf brugwachters gekend. De laatste bleef in dienst tot 18 juli 1934. Hierna werd de functie van brugwachter opgeheven door het omleggen van het kanaal.  
De Draaibrug werd op 10 mei 1940, tijdens de Tweede Wereldoorlog, opgeblazen door Belgische soldaten om de opmars van het Duitse leger af te remmen. In 1941 werd een nieuwe betonnen brug gebouwd over de restanten van de opgeblazen brug. In 2018  werd ze vervangen. 

### Hotel Beau Séjour en Villa Les Bruyères

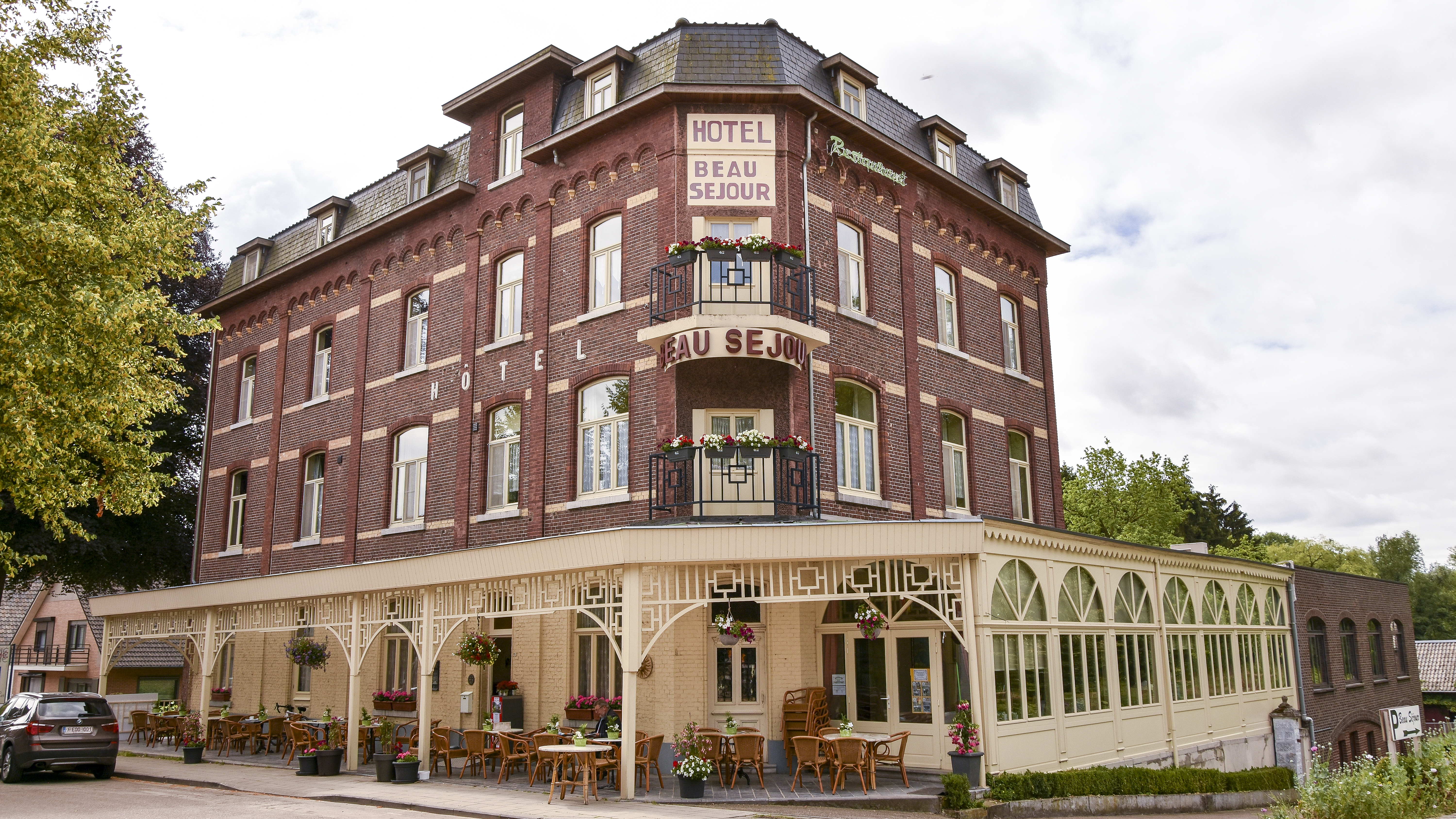
Hotel Beau Séjour

Joanna Cornelia Hubertina Brabants, schoonzus van brugwachter Herman Houben, was getrouwd met Hugo Nagel. Het echtpaar woonde in Nice, waar Hugo van 1892 tot 1911 directeur was van Hôtel des Anglais. Een prestigieuze verblijfplaats voor de rijken en aristocraten uit die tijd.
Tussen beide echtparen ontstond het idee om een hotel te openen. Deze werd gebouwd op een stuk heidegrond aangekocht door Herman in 1881 en grotendeels gefinancierd door het echtpaar Nagel. In ruil konden ze steeds over twee vaste kamers beschikken. In mei 1906 werd het hotel Beau Séjour feestelijk geopend.  
Na verkoop van Hôtel des Anglais emigreerde het echtpaar Nagel vanuit Frankrijk naar Lanklaar. Op 15 oktober 1911 werden ze ingeschreven in het bevolkingsregister en gaf het echtpaar de opdracht tot het bouwen van de villa Les Bruyères, op het perceel dat ze in 1898 aankochten. Ook enkele omliggende percelen waren in hun bezit. 
In 1921 stierven zowel Cornelia als Herman. Hugo besliste om de Villa te verkopen en woonde nog enkele jaren in Hôtel Beau Séjour. De zoon van Herman, Joseph Houben, nam het hotel over na het overlijden van zijn vader in 1927. Het hotel behield zijn status en kreeg belangrijke gasten op bezoek, waaronder koningin Elisabeth in 1922.

## Doorheen de jaren

### Renovatie van het brugwachtershuisje
Na de dood van de laatste bewoners stond het huisje enkele jaren leeg, een grondige renovatie was nodig. Deze werd uitgevoerd door de  Geschied- en Heemkundige kring De Vreedsel en de Stedelijke Bouwvakschool van Dilsen. In 1985 wordt hun project "Renovatie van het brugwachtershuisje" bekroond met de Koning Boudewijnprijs in de categorie 'Cultureel Patrimonium’. Een officiële erkenning als Beschermd monument kwam in 2001. Er volgen nog meerdere restauratiewerken vanaf 2006 tot 2010, in verschillende fases. Ook de omgeving rond het brugwachtershuisje werd aangekleed met een verwijzing naar de jaren 1900. Er kwamen slagbomen, trappen naar het kanaal, nieuwe lantaarns en een beeldje van de brugwachter. In het najaar van 2010 werd het huisje opnieuw opengesteld en is ze al enkele jaren in het bezit van de stad zelf.

### Bouw van de nieuwe brug

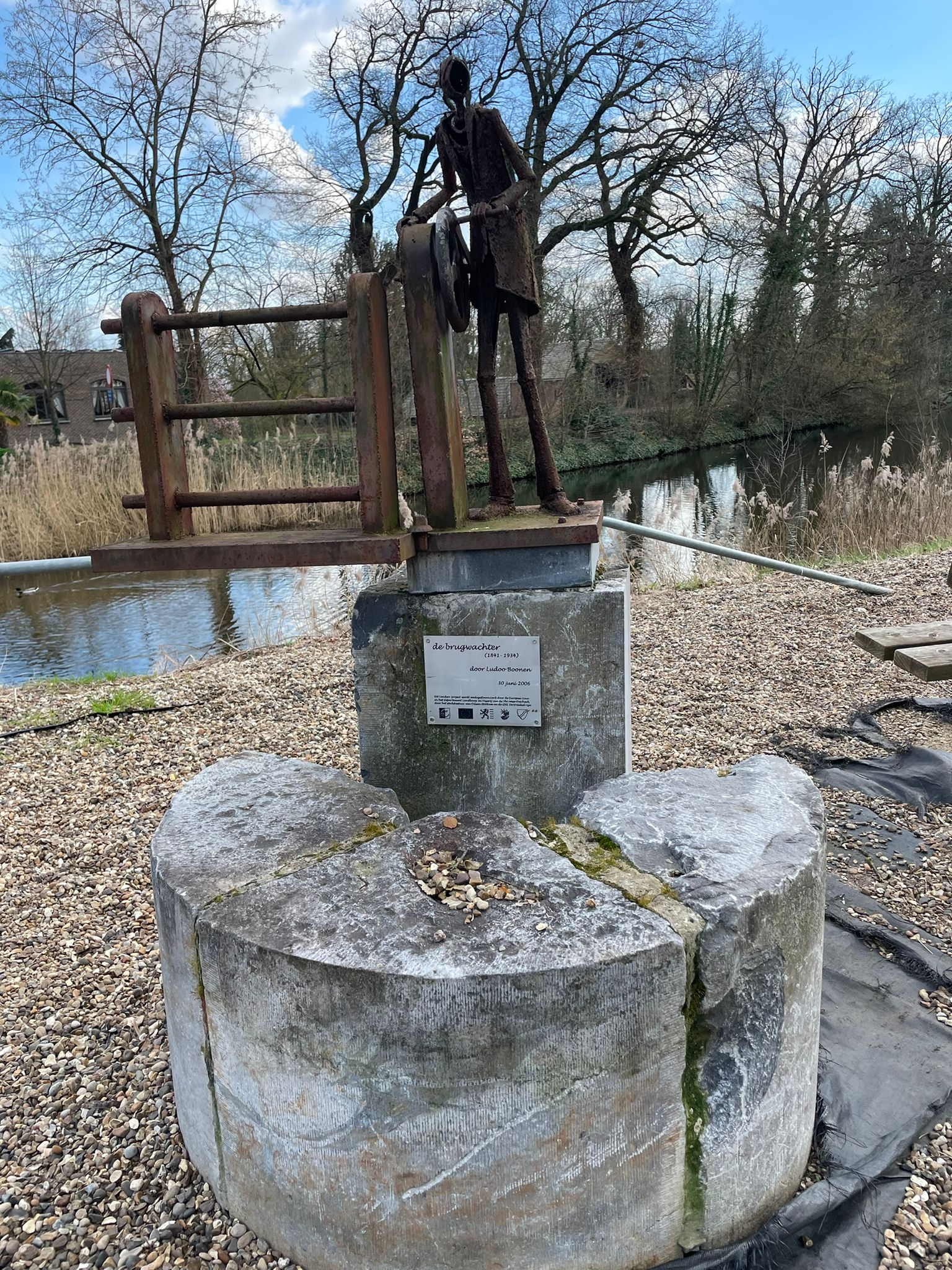
De brugwachter, met in de sokkel de tijdscapsule.

De oude brug begon in 2012 gebreken te vertonen. Ze moest op termijn vervangen worden en in 2017 werd een bouwvergunning aangevraagd. Bij de afbraak werden de funderingen van de oude brug weggehaald uit het kanaal en de oevers. Elementen zoals arduin, heipalen en bakstenen kwamen tevoorschijn. De 19 arduinen stenen die zijn teruggevonden kregen een nieuwe bestemming. Ze werden in een halve cirkel gelegd in de nabijheid van de brug en dienen als rustplek voor voorbijgangers. Op 1 december 2018 volgde er een inhuldiging van de brug. Bij het beeld van 'De Brugwachter', werd een nieuwe sokkel geplaatst met daarin een tijdcapsule. Enkele leerlingen van de vrije basisschool 'De Startbaan' kregen de eer om dit te doen. De capsule bevat documenten met namen van de firma’s en medewerkers betrokken bij de bouw, alsook de namen van de leerlingen en vrijwilligers. Ook de initiatieven van de Geschied- en Heemkundige kring de Vreedsel staan hierin gedocumenteerd.

### Hotel Beau Séjour: van hotel naar jeugdherberg (huis) en terug
Joseph Houben stierf in 1958 en het hotel werd overgedragen aan zijn zoon. Hij verhuurde het hotel aan een organisatie die kampen organiseerde voor Franstalige jongeren in de vakantiemaanden. De rest van het jaar werd het gebruikt als jeugdhuis. In 1970 besloot de kleinzoon van Herman om het hotel te verkopen. De nieuwe eigenaars baatten het pand terug uit als een hotel. Toen geen van hun kinderen het hotel wilde overnemen, werd het opnieuw verkocht. De volgende eigenaars bouwde een feestzaal tegen het oorspronkelijke gebouw. Door omstandigheden ging het hotel failliet en sloot in 1981. Het hotel werd in 1984 aan de huidige eigenaar verkocht en floreerde weer na een grondige opknapbeurt.

### Ontstaan van natuurgebied het oude kanaal
Na het rechttrekken van de Zuid-Willemsaart (tussen 1930 en 1934) kwam het eigenlijke kanaal meer westelijk van de dorpskern te liggen. Er ontstond een afgesloten kanaalarm. Het gebied tussen de oude kanaalarm en het nieuwe kanaal werd in 1944 natuurgebied. Sinds 1985 behoort het natuurgebied tot Limburgs Landschap vzw. Deze vzw zet zich in voor het beheer en bescherming van de natuur in Limburg en investeert in cultuurhistorisch erfgoed, samen met tal van leden en vrijwilligers. 

## Heden

### Brugwachtershuisje

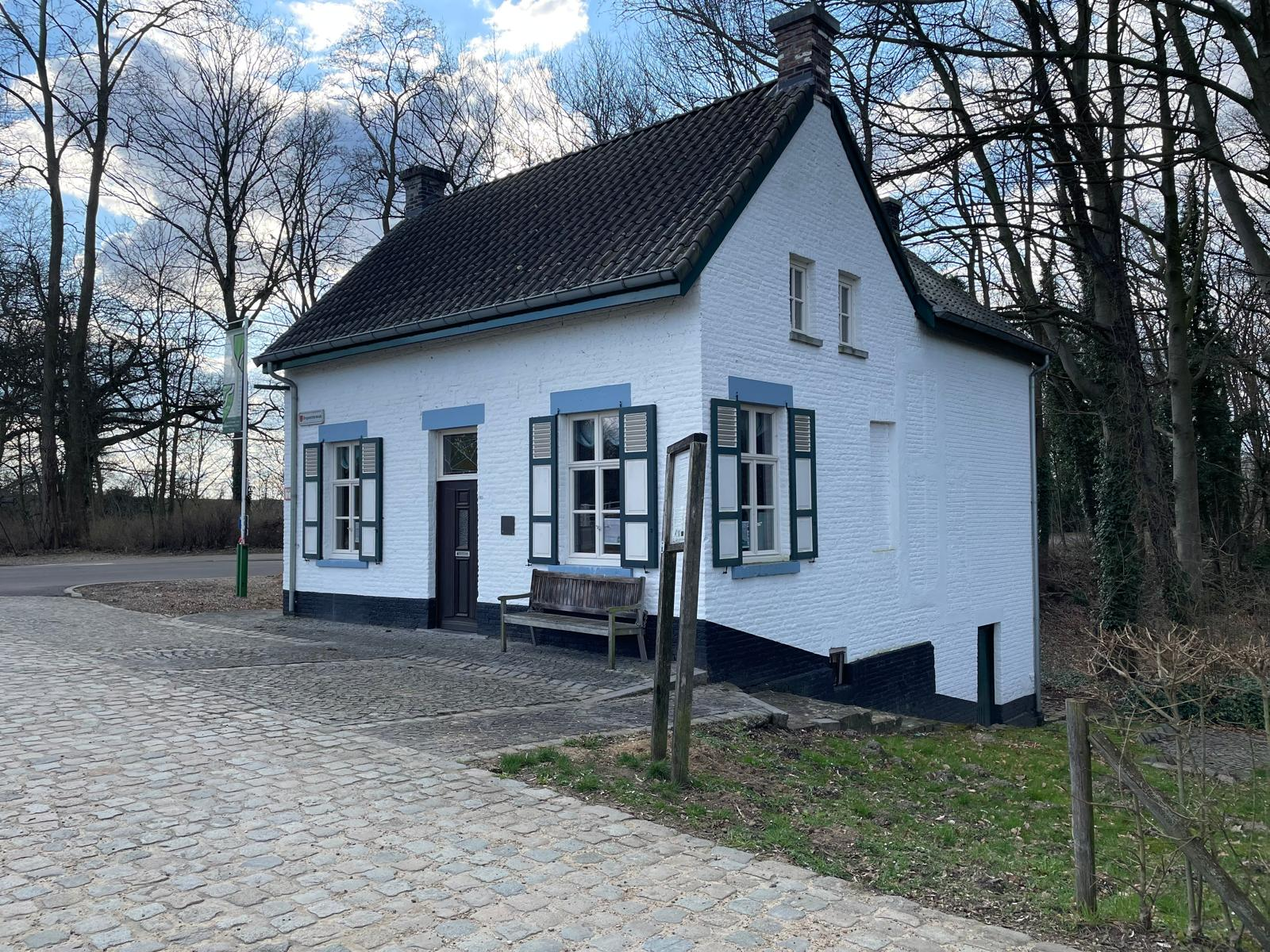
Het Brugwachtershuisje

In het brugwachtershuisje is de geschiedkundige en heemkundige kring De Vreedsel gevestigd. In het huisje bevindt zich een klein, heemkundig museum. Het is een plek waar het verleden van Lanklaar wordt tentoongesteld door voorwerpen en foto's die herinneringen oproepen aan lokale verenigingen en bewoners. Daarnaast wordt de geschiedenis van de oude draaibrug en de aanbouw van de nieuwe brug weergegeven via documenten, plannen en foto’s. De werking van de oude draaibrug wordt uitgelegd door middel van een maquette. Op de benedenverdieping worden de werken van dorpsschilder René Simons geëxposeerd en sinds 1984 wordt er jaarlijks een tentoonstelling ingericht. 

### Nieuwe brug over het oude kanaal
Bij het tekenen van de plannen heeft de Vlaamse Waterweg samengewerkt met de lokale erfgoedcel. Door de samenwerking ontstond er een brug die past in de idyllische en historische uitstraling van de site. Het resultaat is een betonnen, gebogen plaatbrug van het integraal type. De brug bevat dus geen opleggingen en voegen. Dit betekent dat de fundering van de brug een geïntegreerd geheel vormt met de bovenbouw.  

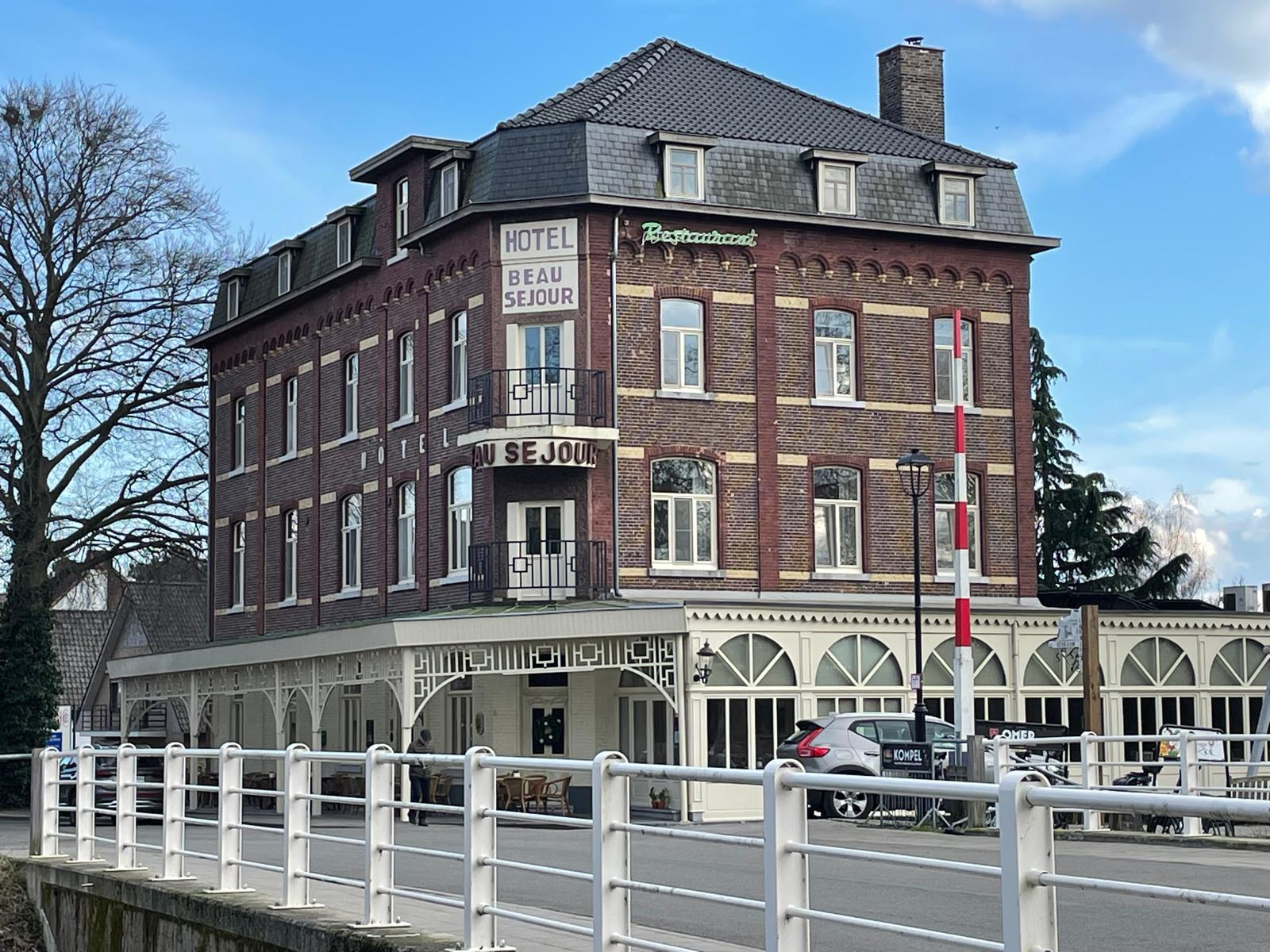
Hotel Beau Sejour

### Hotel Beau Séjour
Het pand doet niet alleen dienst als hotel, maar ook als trouw- en vergaderzaal. Een grote doelgroep is het fiets- en wandeltoerisme. Het toerisme kende hoogdagen tijdens de uitzending van de dramaserie Beau Séjour uit 2017. Het hotel speelde hierin een belangrijke rol als decor. Veel bezoekers bezochten de site vanwege de serie.

### Natuurgebied het oude kanaal
De schilderachtige kanaalarm zorgt voor een prachtig stukje natuur waar fietsers en wandelaars kunnen genieten. Het gebied vormt een groene long tussen de nabijgelegen industriezone en woonzone. De begroeiing rondom het oude kanaal en de huidige Zuid-Willemsvaart wordt vooral ingenomen door bossen. Daarnaast is het kanaal een belangrijke ecologische verbindingszone voor dieren en planten. Natuurliefhebbers kunnen er onder andere de ijsvogel, knobbelzwaan en boomkikker spotten.

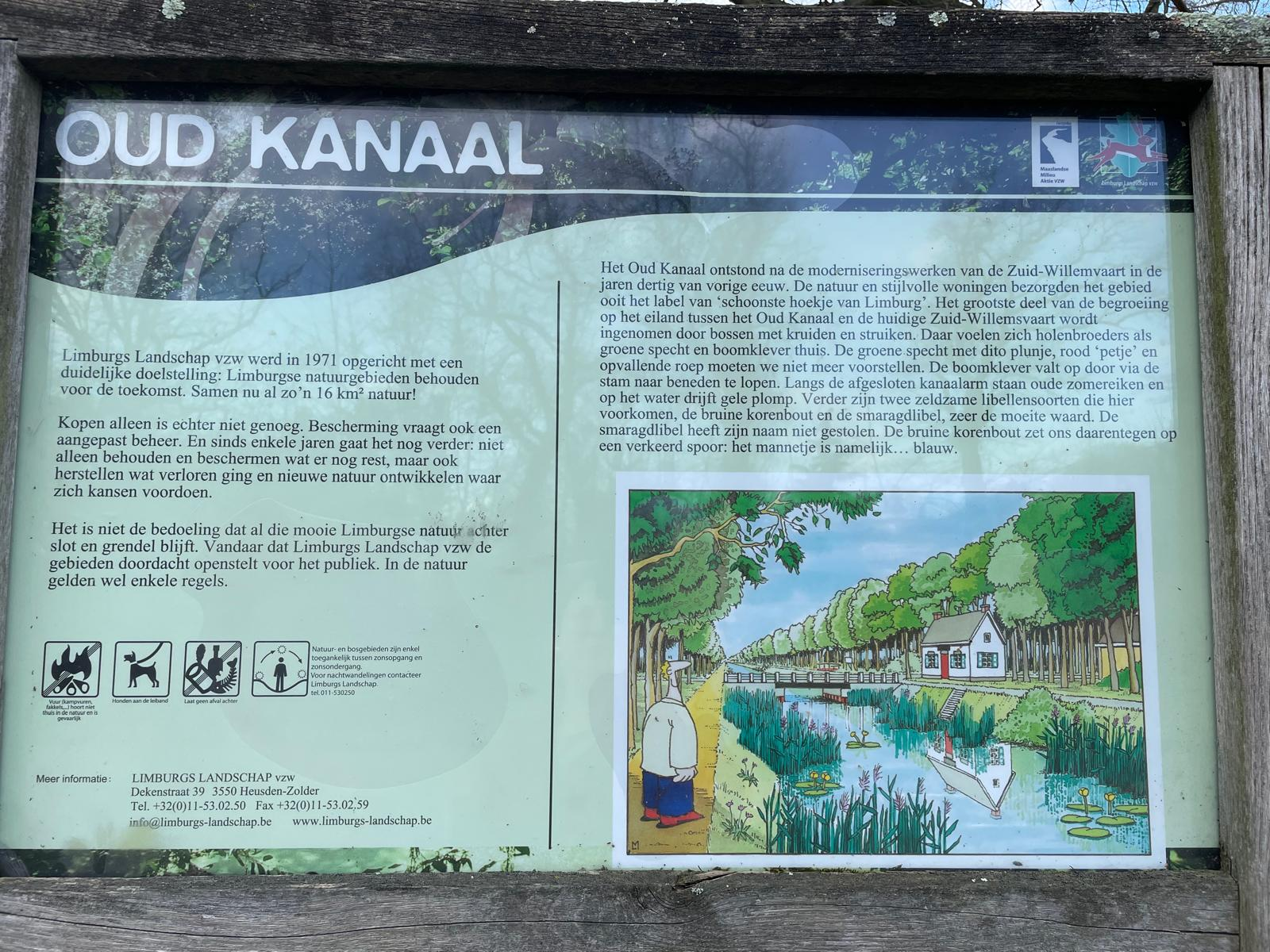
Infobord Natuurgebied: Het oud kanaal Lanklaar

## Bezienswaardigheden
- Tivoli, een straat met statige villa's uit begin 20ste eeuw: Beau Sites (1900), Les bruyéres (1912), Les Arcades (1923).
- Brugwachtershuisje uit 1842, huisvesting van de Geschied- en Heemkundige kring De Vreedsel.
- Verkeerde Lievenheer, een gerestaureerd gotisch kruis, afkomstig van het Vierveld. Lanklaar bezit er 4, ze stonden op het einde van 19de eeuw op vier hoeken van de parochie. De Vreedsel liet het kruis restaureren, waarna het een nieuwe plaats kreeg bij het brugwachtershuisje.
- De Brugwachter, een beeld ontworpen door de Lanklaarse kunstenaar Ludoo Boonen.
- Toeristische wegwijzers uit 1962, afgebroken bij de verbreding van de Rijksweg N78. Gerestaureerd en teruggeplaatst aan het brugwachtershuisje in 1999.
- Hotel Beau Séjour, geopend in 1906.
- Natuurgebied het oude kanaal, beheert door vzw Limburgs Landschap.